# Simca 1100
Simca 1100 er en serie af franske biler i den lille mellemklasse, der blev fremstillet i mere end 15 år af Simca fra 1967 til 1982/1985. Bilen blev fremstillet i flere varianter, primært som hatchback, men også som varevogn og stationcar. Hatchback-modellen blev erstattet af Simca-Talbot Horizon.
Simca 1100-serien fra 1967 var historisk bemærkelsesværdig ved sin kombination af adskillige moderne designfunktioner i en bil til en overkommelig pris og med et stort udvalg af forskellige motorer. 1100-serien var hatchbacks og kompakte stationcars med selvbærende karroseri, der integrerede en tværmonteret motor og forhjulstræk med moderne uafhængige affjedring med krængningsstabilisatorer, skivebremser, tandstangsstyring og nedklappelige bagsæder for maksimal pladsudnyttelse og praktisk anvendelighed. Bilen var således en tidlig repræsentant for det senere meget succesfulde design med et femdørs karrosseri i hatchback-form, syv år før VW Golf.
Der blev produceret i alt 2.188.737 enheder i Simca 1100-serien.

## Historie
Simca 1100-serien blev udviklet på grundlag af Simcas "Project 928", der blev påbegyndt i 1962 og afsluttet af ingeniørerne Philippe Grundeler og Charles Scales. Simca havde gennemført markedsundersøgelser, der viste markedet efterspurgte forhjulstrukne biler, der gav bedre komfort og pladsudnyttelse i mindre biler og i foråret 1962 blev projektet for den nye bil igangsat. Bilen skulle danne grundlag for en serie af forhjulstrukne biler i varianter med sedans, stationcars og varevogne, del alle skulle kunne rummes inden for den franske 6CV skattekategori, d.v.s. mellem Simca 1000 og Simca 1300. Der blev gennemført tests med langsliggende og tværliggende motor, og i 1963 blev det besluttet at bilen skulle have tværliggende motor. Simca 1100 blev derved en af de første biler udenfor Fiat med tværliggende motor, forskellig længde drivaksel og forhjulstræk. Bilen var blot 15 cm længere end Simca 1000 men havde 30 cm længere akselafstand, hvilket gav den langt mere plads i kabinen i forhold til Simca 1000.
Chrysler overtog i 1963 kontrollen med Simca fra Fiat, og det var derfor nødvendigt at opnå Chryslers godkendelse til fortsættelse af projektet. Chrysler ønskede imidlertid ike at bygge en lille bil, men ønskede udvikling af en større topmodel, og afviste i første omgang projektet. Simcas topchef fortsatte dog desuagtet udviklingen af den nye model, og fik i 1964 efter overtalelse af amerikanerne lov til at færdigudvikle bilen, der skulle være færdig i sommeren 1967.
Bilen blev færdig i 1967 og blev samme år udstillet på biludstilling på Sardinien og på Paris Motor Show. Den nye bil havde et avanceret design med et hatchback- eller stationcar-karosseri med nedfældbare bagsæder, skivebremser foran, tandstangsstyring og uafhængig affjedring med krængningsstabilisatorer. Bilen blev fremstillet i talrige varianter med manuel, automatisk eller halvautomatisk gearkasse. Motoren var skråstillet for at give mulighed for en lavere motorhjelm; og motor, gearkasse og affjedring var placeret på en underramme for at give mulighed for at aflaste karosseriet, der var svejset til rammen. Volkswagen studerede angiveligt 1100 nøje, da VW designede sin Volkswagen Golf, efter udelukkende at have produceret baghjulstrukne køretøjer i næsten 25 år.
Simca 1204 blev af Chrysler eksporteret til USA frem til 1971.

## Modeller
Bilen blev fremstillet i tre udgaver: en 3 eller 5-dørs hatchback med nedlæggelige bagsæder, en 4-dørs stationcar og en varebil. Varianter med forskelligt udstyrsniveau blev benævnt LS, GL, GLS og "Special".
Bilen var udstyret med Simcas benzindrevne "poissy-motor" med 944, 1118 og 1294 cc afhængig af år og marked. en større 1204 cc motor blev brugt i USA, hvor bilen også blev solgt indtil 1972, dog uden den store succces.
Simca 1100 have en firetrins gearkasse og plads til fem personer. Den blev også fremstilet i en udgave med tretrins halvautomatisk gearkasse med elektronisk kobling. 
Bilen blev også fremstillet i en variant udviklet af Matra som en slags crossover SUV, solgt som Matra Rancho.

### Den første GTI
Simca 1100 er en af de første biler, der med rette kan betegne sig som "den første GTI" ("Hot Hatch"). I 1974 blev introduceret varianten Simca 1100 Ti med 82 hk, mere ned 40% mere end standard modellens 58 hk, hvilket væsentligt øgede bilens præstationer. Den kraftige Ti-model fik en tophastighed på 169 km/t og en acceleration på 0-100 km/t på 12 sekunder. Udover den kraftigere motor var Ti-modellen udstyret med seks forlygter (herunder tågelygter), alufælge, sort kølergrill m.v.

### Varebiler
Der blev fremstillet tre varianter af Simca 1100 som varebil; en to-dørs udgave uden bagsæder og med blændede sideruder, en todørsudgave med forhøjet lastrum (fra december 1972), og en pick-up. Varebilerne blev solgt på de fleste europæiske markeder, i Frankrig som Simca 1100 "Fourgonnette" eller "Voiture Fouronette" (fransk for varebil) eller blot forkortet VF1 (for den "almindelige" varebil), VF2 (for udgaven med forhøjet tag) og senere VF3 for en ekstra forhøjet udgave. Produktionen af varebilerne fortsatte til foråret 1985 tre år efter at fremstillingen af personbilsudgaven var indstillet. 
I Sverige blev varevognsudgaven solgt som 'Simca Fixaren' og udstyret med en 1,3 liters motor med 66 hk.

## Produktion og salg
Simca 1100 blev en kommerciel succes. I det første hele produktionsår i 1968 blev der fremstillet 138.242 eksemplarer af bilen. For Chrysler Simca var det endvidere vigtigt, at salget ikke blot afløste salget af den ældre Simca 1000, men også vandt markedsandele fra konkurrenterne, idet Simcas samlede produktion fra 1967 til 1968 steg fra 251.056 biler til 350.083 biler samtidig med, at salget af Simca 1000 var stort set det samme i de to år.
Produktionen toppede i 1973 med næsten 300.000 producerede Simca 1100'ere. Produktionen faldt dog kraftigt fra 1977 med 142.000 eksemplarer og i 1978, hvor afløseren Simca Chrysler Horizon blev introduceret i februar, faldt produktionen til 72.695 eksemplarer. I det sidste produktionsår i Frankrig i 1981 blev fremstillet mindre end 20.000 eksemplarer. 
Simca 1100 blev produceret på Simcas fabrik i Poissy i Frankrig, men blev også fremstillet på Barreiros' fabrikker i Madrid i Spanien, der dengang var en del af Chrysler Europe. De spanske biler blev solgt som Simca 1200 og den spanske Ti-udgave blev fremstillet med en 1442 cc motor med 85 PS (63 kW; 84 hp). Den spanske produktion af personbiludgaverne ophørte i 1982, og produktionen af varebilerne ophørte i 1985.

## Galleri
- Simca 1100
- 1974 Simca 1100 LS 3-dørs
- Simca 1100 fem-dørs "Special"
- Simca 1100 efter 1972, hvor bagenden havde været igennem et facelift
- Simca 1200 GLS i stationcarudgave fremstillet af Chrysler España (Barreiros)
- Matra Rancho
- Talbot 1100 LS
- Simca 1100 Fourgonnette (VF1) varebil